# Regina Carrol
Regina Carrol (* 2. Mai 1943 als Regina Gelfan in Boston, Massachusetts; † 4. November 1992 in St. George, Utah) war eine US-amerikanische Schauspielerin.

## Leben
Carrol begann ihre Schauspielkarriere auf Betreiben ihrer Mutter in jungen Jahren; mit fünf Jahren nahm sie an Castings teil und spielte in einigen Theaterproduktionen. Nach dem Krebstod ihrer Mutter arbeitete sie Las Vegas als Tänzerin. Für den Kinofilm wurde sie von dem Schauspieler Steve Cochran entdeckt, der ein Freund der Familie war. Er vermittelte ihr das Filmdebüt in einer kleinen Rolle in dem Film Die Haltlosen von 1959, in dem er selbst die Hauptrolle hatte. Für Regina Carrol folgten weitere kleine Rollen in Filmproduktionen wie Zwei ritten zusammen mit James Stewart und Richard Widmark, Tolle Nächte in Las Vegas neben Elvis Presley und Spion in Spitzenhöschen an der Seite von Doris Day und Rod Taylor.
Sie heiratete 1972 den Low-Budget-Film-Regisseur Al Adamson. Zwischen 1969 und 1980 wirkte sie in 14 Filmen ihres Ehemannes mit, zunächst hauptsächlich in Horrorfilmen, später folgten auch Western, Komödien und Actionfilme. Von Februar bis April 1974 hatte sie in Las Vegas eine eigene Fernseh-Talk-Show The Regina Carrol Show. Etwa zur selben Zeit auch eine Zeitungskolumne über das Showgeschäft für die Las Vegas Panorama.
Nach ihrem letzten Film Carnival Magic aus dem Jahr 1980 zog sie sich nach einer Krebsdiagnose aus dem Filmgeschäft zurück.
Ab dem Jahr 1983 veranstaltete sie mehrere Wohltätigkeitsthemenabende für die Leukemia Society in Palm Springs/Kalifornien zu Ehren der Tänzerin Isadora Duncan mit dem Titel Memories of Isadora Duncan sowie später weitere über die Tänze der Amerikanische Ureinwohner.
Im März 1985 trug sie aufgrund ihrer Vorerkrankung eine mehrere Monate schwer heilende Beinverletzung davon, als sie bei einem Ausritt plötzlich vom Pferd stürzte, als dieses unerwartet stehen blieb.
Carrol starb im Alter von 49 Jahren an den Folgen ihrer Krebserkrankung.

## Theater/Bühne (Auswahl)
- 1956: The Children's Hour (Rolle als Internatsschülerin) (als Regina Gelfan) (in North Hollywood, Kalifornien, USA)
- 1957: Wish You Were Here (Rolle als Tänzerin) (als Regina Gelfan) (USA)
- 1958: Daddy Long Legs (Rolle als Tänzerin) (als Regian Gelfan) (USA)
- 1961: West Side Story (Rolle der Consuelo) (u. a. 17. April 1961 in San Bernardino, Kalifornien, USA)
- 1969: Satan's Sadists Promotion-Tour (u. a. 18. Juni 1969 in Birmingham, Alabama, USA)
- 1983: Memories of Isadora Duncan – mehrere Wohltätigkeitsabende für Krebs-Hilfe (ab März in Palm Springs, Kalifornien, USA)

## Filmografie (Auswahl)
- 1959: Die Haltlosen (The Beat Generation)
- 1960: Von der Terrasse (From the Terrace)
- 1961: Zwei ritten zusammen (Two Rode Together)
- 1964: Tolle Nächte in Las Vegas (Viva Las Vegas)
- 1965: Stimme am Telefon (The Slender Thread)
- 1966: Spion in Spitzenhöschen (The Glass Bottom Boat)
- 1969: Die Sadisten des Satans (Satan’s Sadists)
- 1970: Astro-Vampire – Todesmonster aus dem All/Invasion der blutrünstigen Bestien (Horror of the Blood Monsters) (nur Visagistin)
- 1971: Des Satans heiße Katzen (The Female Bunch)
- 1971: Brain of Blood
- 1971: Draculas Bluthochzeit mit Frankenstein (Dracula vs. Frankenstein)
- 1972: Angels’ Wild Women
- 1973: Blood of Ghastly Horror (ihre Szenen gedreht im Frühjahr 1969)
- 1973: The Naughty Stewardesses (Gastauftritt & Kostüme)
- 1974: The Regina Carrol Show (Fernsehserie)
- 1974: Dynamite Brothers (The Dynamite Brothers) (nur Kostüme)
- 1974: Girls for Rent (Gastauftritt & Kostüme)
- 1975: Jessi’s Girls (Jessi’s Girls) (& Kostüme)
- 1975: Blazing Stewardesses (& Kostüme)
- 1976: Town-Rats/Das Syndikat des Todes (Black Heat)
- 1977: Black Samurai (Gastauftritt)
- 1983: Doctor Dracula (ihre Szenen gedreht bis zum Frühjahr 1980)
- 1983: Carnival Magic (Carnival Magic) (gedreht schon im Sommer 1980)